# Беовоз

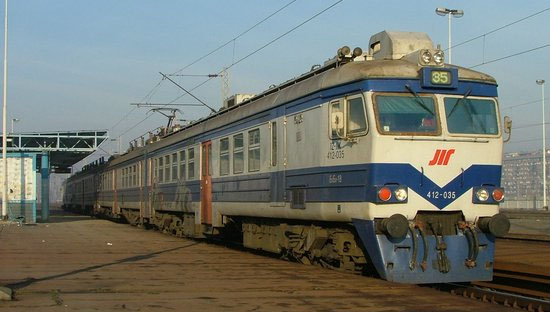
Электропоезд ЭР31 (ЖС 412/416) с сине-белой окраской системы «Беовоз».
Вид на вагон 412-035

Беовоз — система железнодорожного сообщения в Белграде, связывающая центр столицы с пригородами на севере, западе и юге. Владельцем является государственная компания «Железнице Србије».

## История
Реконструкция белградского железнодорожного узла началась в 1971 году, с 1977 года началось строительство центрального участка длиной около 10 км, с несколькими тоннелями на нём. C 1984 года началось движение по маршруту Батайница — Београд Центар, а официальное открытие состоялось в 1992 году, когда была завершена проходка тоннелей под центром города и пущены электрички по трём направлениям: Батайница на западе, Панчево на севере и Резник на юге от Белграда. Оперативный центр управления находится на станции Белград-Центр, известной также как «Прокоп». Строительство этого вокзала, который должен был бы принимать не только пригородные, но и междугородные и международные пассажирские поезда, до сих пор не завершено.
7 июля 1995 года в самом длинном тоннеле, ведущем на Панчевский мост, были открыты 2 подземные станции: Вуков споменик и Караджорджев парк — изначально они должны были входить в состав метро.
На линиях эксплуатируются электропоезда Рижского вагоностроительного завода ЭР31 и ЭР35, с трёхдверными вагонами и тележками колеи 1435 мм. С 2010 года осуществляются закупки современных поездов для замены изношенных рижских.
Долгое время интервалы Беовоза были значительными, от получаса на главном направлении Панчев Мост — Батайница, до всего нескольких поездов в сутки на периферийных участках. Система не пользовалась популярностью у жителей города, но была востребована жителями пригородов для поездок в Белград. В 2007 году Беовоз перевез около 4,5 млн пассажиров.
В 2010 году был реконструирован участок Панчев мост — Новый Белград и включен в новую систему городских электричек, названную БГ ВОЗ. Важным отличием новой системы является тактовое расписание движения электричек: в час «пик» интервалы составляли ровно 15 минут, в остальное время — полчаса. В 2011 году пути были реконструированы до станции Батайница и этот участок тоже был включен в новую систему.

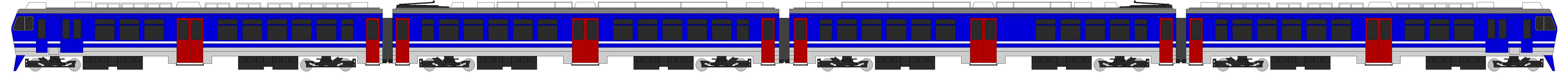
Схема компоновки электропоезда ЭР31 (ЖС 412/416)

## Линии

В соответствии с графиком 2012 года действуют маршруты по следующим направлениям:
- Линия 1: Панчевачки Мост — Панчево Войловица
- Линия 2: Белград-Центр (Прокоп) — Рипань — Младеновац
- Линия 3: Панчево Войловица — Валево
- Линия 4: Батайница — Инджия

## Галерея

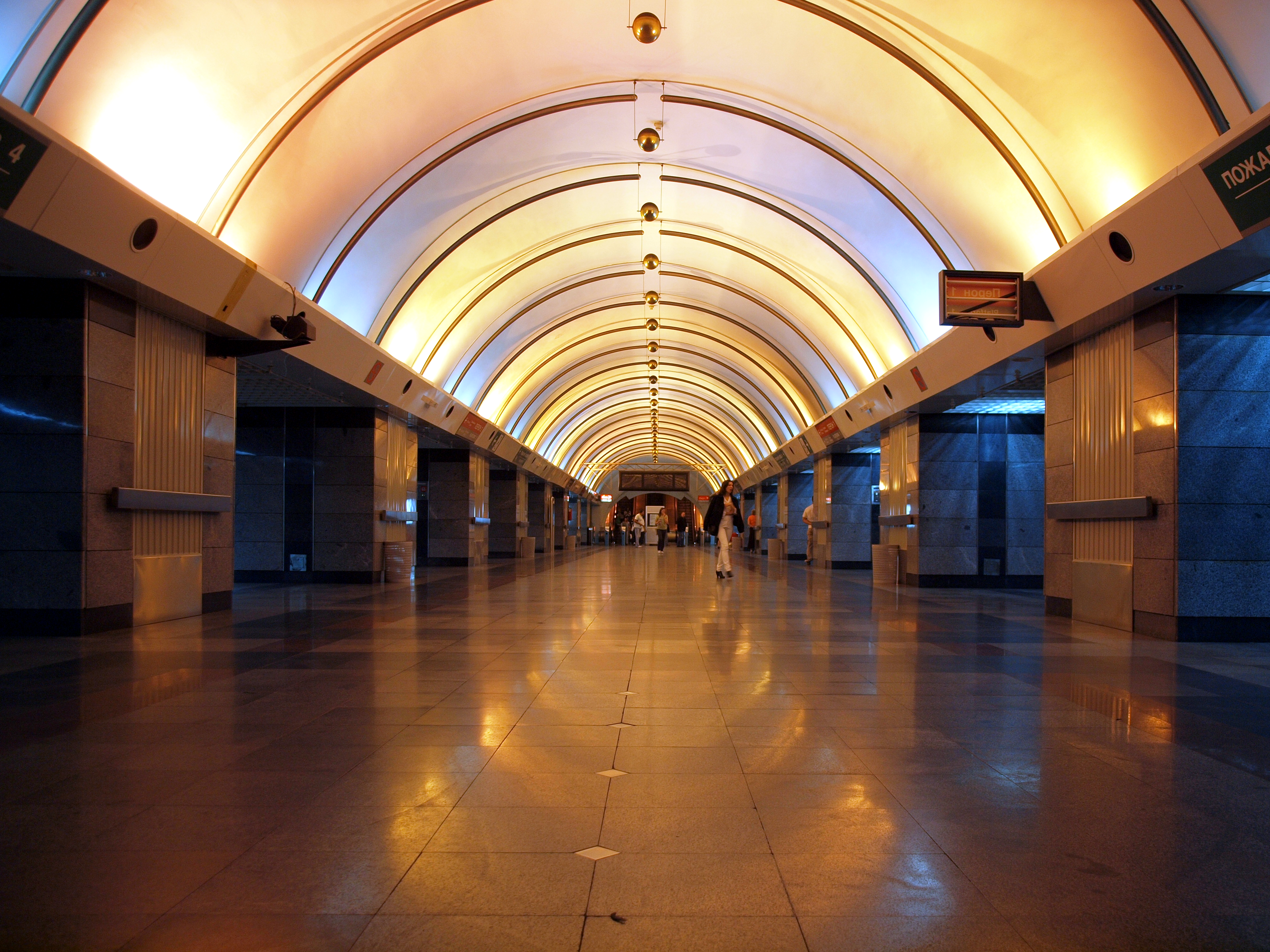
Станция Вуков споменик
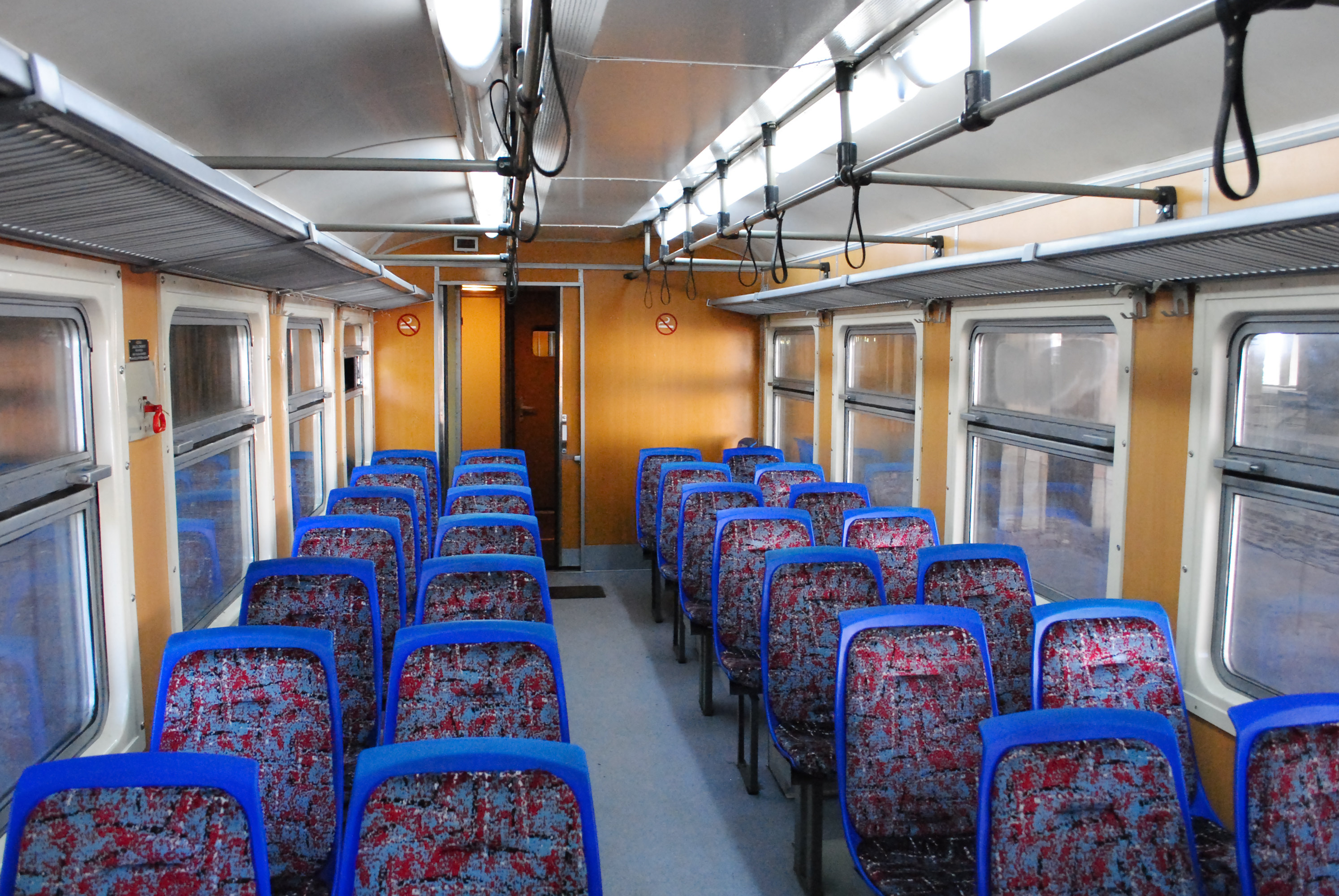
Внутри поезда
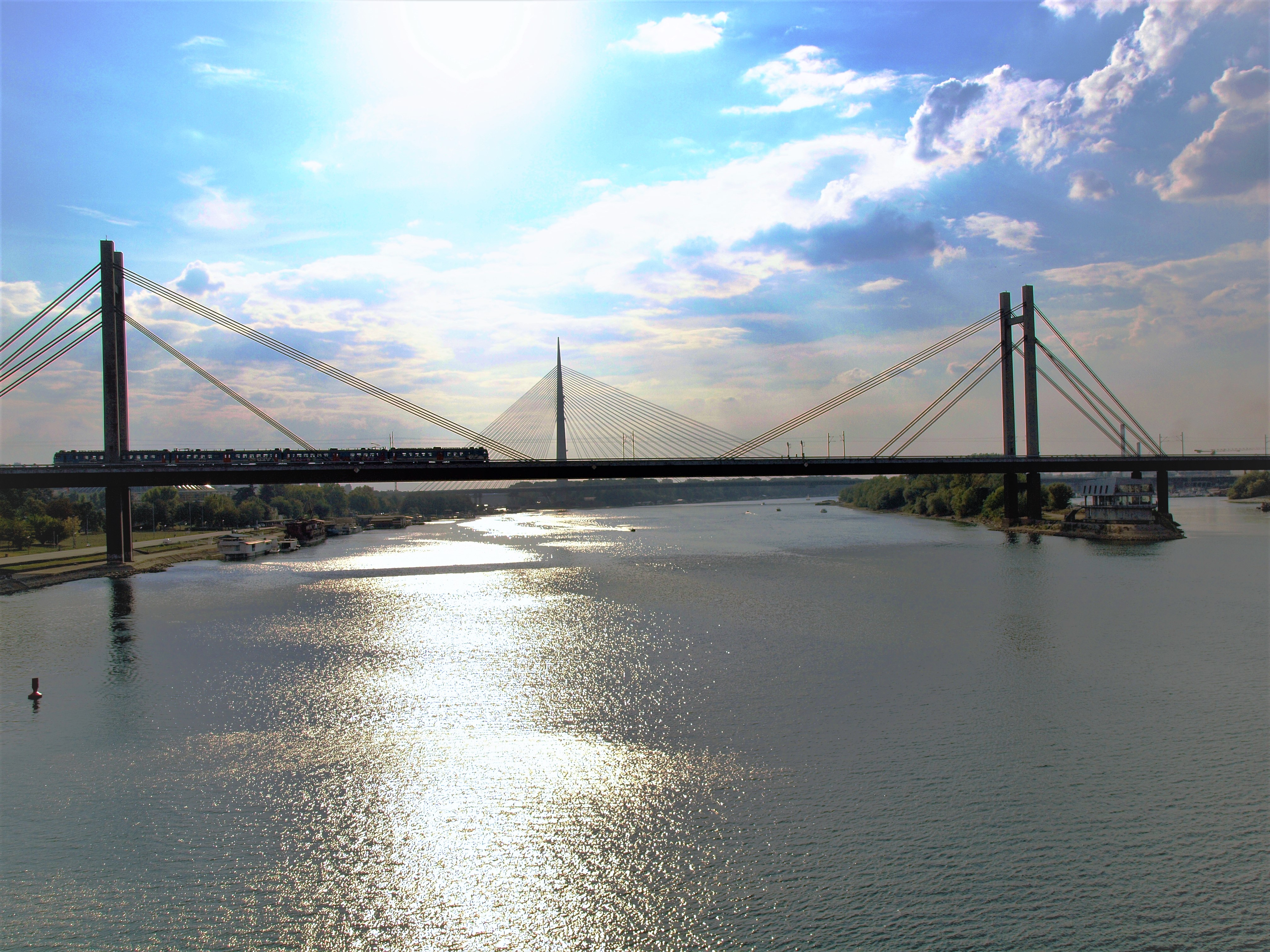
Переправа по новому мосту
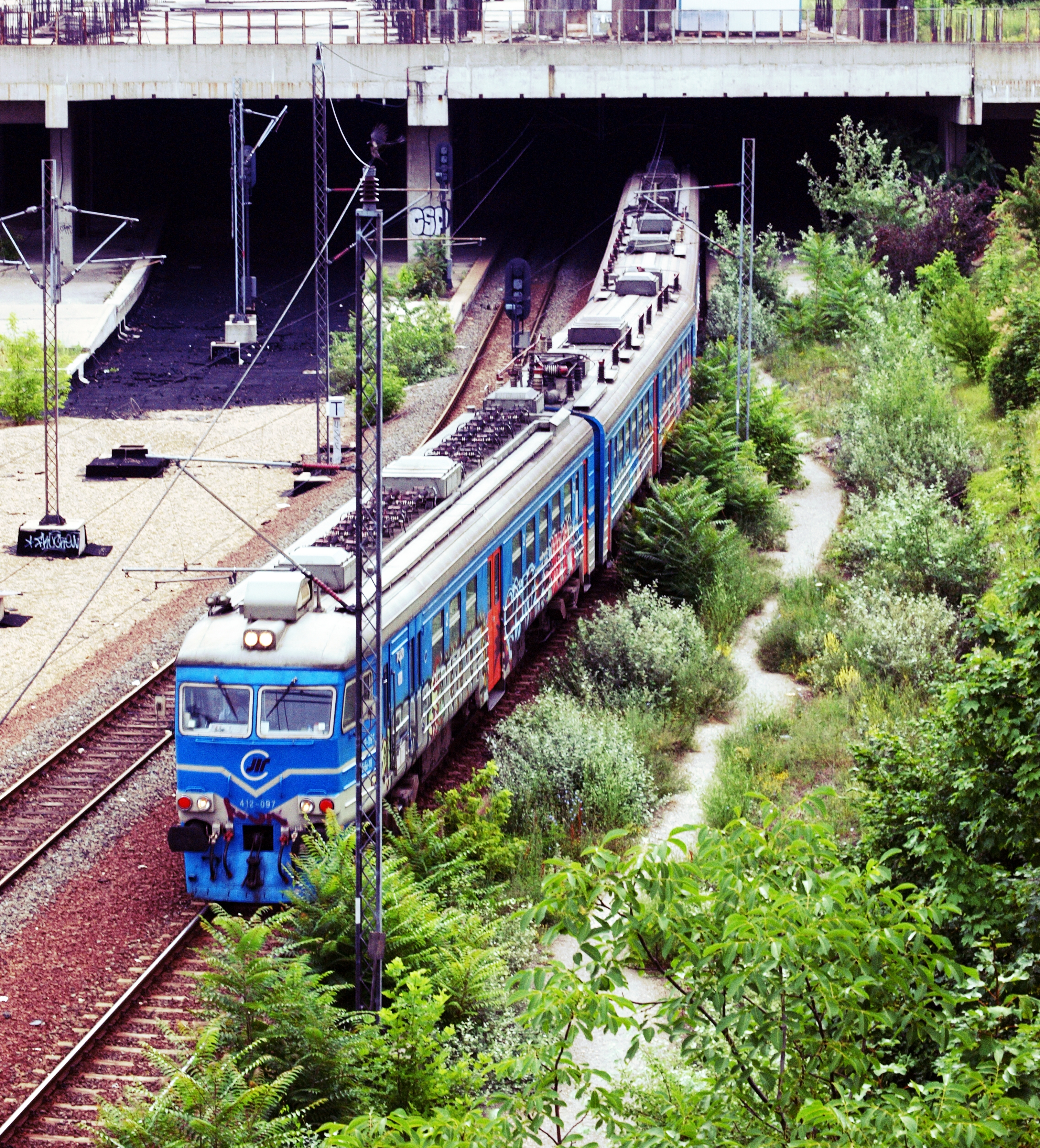
Электропоезд на линии